# めぐみ/悲しいときも嬉しいときも
「めぐみ」および「悲しいときも嬉しいときも」（かなしいときもうれしいときも）は、日本の女性歌手で、音楽グループEvery Little Thingのボーカリスト・持田香織の歌。
「悲しいときも嬉しいときも」は2012年3月7日に、「めぐみ」は同年4月25日に、それぞれ配信限定でリリースされた。のち、同年5月9日に「めぐみ／悲しいときも嬉しいときも」として両A面で7枚目のソロシングルとしてリリースされた。

## 解説
「めぐみ」は、持田自身が出演している日本メナード化粧品「フェアルーセント薬用ホワイター」のCMソングである。
「悲しいときも嬉しいときも」は、サッポロビール「サッポロ ドラフトワン」のCMソングで、CMで持田と共演している宇崎竜童による楽曲提供（作曲）である。
「めぐみ／悲しいときも嬉しいときも」は、CD＋DVD、CDの2形態でのリリース。CD+DVDはそれまで初回限定盤のみであったが、本作からは永続発売となった。
mu-moショップのオリジナル特典は、本人直筆コメント入りオリジナル・ポストカード。

## 「めぐみ／悲しいときも嬉しいときも」収録曲

### CD
1. めぐみ
（作詞・作曲：持田香織 / 編曲：ミト）
日本メナード化粧品「フェアルーセント薬用ホワイター」CMソング
2. 悲しいときも嬉しいときも
（作詞：持田香織 / 作曲：宇崎竜童 / 編曲：大谷友介）
サッポロビール「サッポロ ドラフトワン」CMソング

### DVD
1. めぐみ Video Clip